# Ibadan
Ibadan je glavni grad nigerijske savezne države Oyo i treći grad po brojnosti u Nigeriji, iza Lagosa i Kana. Leži na jugozapadu države, 120 km istočno od granice s Beninom i 130 km sjeverno od Lagosa. Po površini koju zauzima (3080 km²) najveći je grad Nigerije. Većinu populacije grada sačinjava narod Yoruba.
Ibadan je osnovan 1829. godine. U vrijeme donošenja odluke o neovisnosti Nigerije bio je najveći grad u državi, a treći po brojnosti u Africi (iza Kaira i Johannesburga). Danas je važno prometno čvorište između Gvinejskog zaljeva i unutrašnjosti.
Prema popisu iz 1991., Ibadan ima 1.835.300 stanovnika. Zbog velikog vremenskog odmaka od ovog popisa, procjenjuje se da stvarni broj stanovnika prelazi 2,5 milijuna.
U gradu je 1959. rođena poznata pjevačica Sade Adu.

## Vanjske poveznice

### Ostali projekti
|  | Zajednički poslužitelj ima još gradiva o temi Ibadan |